# Tim Groser
Timothy John Groser (Perth, Escòcia; 1950) és un polític neozelandès i diputat de la Cambra de Representants de Nova Zelanda des de les eleccions de 2005. És membre del Partit Nacional i forma part del gabinet de John Key.

## Inicis
Groser va néixer a Perth, Escòcia, el 1950. El 1958 Groser i la seva família es van traslladar a Nova Zelanda. Es va graduar amb un BA de la Universitat Victòria de Wellington i fou assessor per la Tresoreria de Nova Zelanda, el Ministeri d'Afers Exteriors i el grup assessor del primer ministre per Robert Muldoon.
Entre el 1994 i el 1997 va ser l'ambaixador de Nova Zelanda a Indonèsia i també serví com a ambaixador per a l'Organització Mundial del Comerç entre 2002 i 2005.

## Diputat
| Parlament de Nova Zelanda |      |                |        |          |
| Anys                      | Leg. | Circumscripció | Llista | Partit   |
| 2005-2008                 | 48   | Llista         | 13     | Nacional |
| 2008-2011                 | 49   | Llista         | 15     | Nacional |
| 2011-actualitat           | 50   | Llista         | 12     | Nacional |

Des de les eleccions de 2005 Groser ha estat elegit diputat de llista pel Partit Nacional. En les eleccions de 2005 es trobava 13è en la llista del seu partit. En les següents eleccions es trobava 15è i en les de 2011 es trobava 12è.

### Ministre
En ser elegit el Partit Nacional després de les eleccions de 2008 Groser fou nomenat ministre pel primer ministre John Key. Fou nomenat Ministre de Comerç i Ministre de Conservació. Va succeir Phil Goff i Steve Chadwick respectivament.
El gener de 2010 hi va haver un canvi en el gabinet de Key. Groser va cessar d'ocupar el càrrec de Ministre de Conservació en ser reemplaçat per Kate Wilkinson. Fou nomenat, però, Ministre Responsable per Negociacions Internacionals sobre el Canvi Climàtic. L'abril de 2012 aquest càrrec prendria un nou nom, fent Groser el Ministre del Canvi Climàtic.

## Vida personal
Groser està casat i a més de l'anglès domina el francès i l'indonesi.